# Tratteggio
Tratteggio (italienisch für Linienführung, Schraffur) ist ein Fachausdruck für eine Malweise aus feinen Strichlagen.

## Geschichte
Schon Michelangelo verwendete diese Technik bei seinen Arbeiten an Fresken. Unter seinem Einfluss entstand daraus die Kreuzschraffur.

## Anwendung
Diese Maltechnik wird hauptsächlich von Kunstrestauratoren angewandt um eine Fehlstelle einer Malerei zu ergänzen. Dabei setzt der Restaurator mit feinen Linien und Strichen Pigmente ein, die das Gemälde aus der Ferne gesehen vollständig erscheinen lassen. Der restaurierte Teil bleibt aus der Nähe betrachtet erkennbar.
Gewählt wird diese Technik meist aus Respekt vor dem ursprünglichen Künstler des Werkes, indem der Restaurator nicht dessen Malstil, Pinselführung und Techniken imitiert. Zudem bleibt so auch für spätere Generationen leicht nachvollziehbar, welche Teile eines Kunstwerks original und welche ergänzt sind.